# Arnold van Dongen
Arnold van Dongen (Amsterdam, 2 november 1964) is een Nederlands gitarist.

## Biografie
Van Dongen startte de middelbare school zijn eerste band The Original Talkatives waarmee hij reggae en ska speelde, in eerste instantie voornamelijk covers. In 1984 behaalde de band de tweede plaats bij de Grote Prijs van Nederland. De band kreeg een platencontract, maar na drie singles hielden The Original Talkatives in 1986 op te bestaan. In hetzelfde jaar begon Van Dongen zijn studie aan het conservatorium in Den Haag.
In 1988 verving Van Dongen gitarist Tijn Touber bij de band Loïs Lane. Hij verliet het conservatorium zonder diploma. Met Loïs Lane toert hij in 1990 door Europa als voorprogramma van Prince. De groep had in de begin jaren negentig commercieel succes, maar een internationale doorbraak bleef uit.
In 1994 stopte Van Dongen bij Loïs Lane. Vrij snel daarna speelde hij in de begeleidingsband van Mathilde Santing. In 1996 sloot hij aan bij Total Touch. In 1997 verliet hij deze band voor een jaar en maakte Van Dongen als gitarist onderdeel uit van Hero en de Hero's, de gelegenheidsformatie rondom zanger Antonie Kamerling. In 1998 speelde hij weer mee bij Total Touch.
Vanaf 2003 was Van Dongen vaste gitarist in de band van Ilse DeLange. Ook speelde hij op albums van Edsilia Rombley, Danny Vera en Glennis Grace.
Van Dongen is de broer van striptekenaar Peter van Dongen.